# Lechria argentosigna
Lechria argentosigna är en tvåvingeart som beskrevs av Alexander 1958. Lechria argentosigna ingår i släktet Lechria och familjen småharkrankar.
Artens utbredningsområde är Nepal. Inga underarter finns listade i Catalogue of Life.